# گتو گرودنو
گتو گرودنو (به لهستانی: getto w Grodnie) از جمله گتوهای نازی بود که در نوامبر ۱۹۴۱ توسط آلمان نازی در شهر گرودنو به منظور آزار و اذیت و بهره‌کشی از یهودیان در بلاروس غربی تأسیس شد.
این گتو، که توسط اس‌اس اداره می‌شود، شامل دو منطقه به هم پیوسته با فاصله حدود ۲ کیلومتر بود. گتوی نخست در منطقه قدیمی شهر، در اطراف کنیسه یهودیان تأسیس شد، با حدود ۱۵۰۰۰ یهودی که در منطقه ای کمتر از نیم کیلومتر مربع اسکان داده شده بودند. گتو دوم در حومه اسلوبودکا ایجاد شد و حدود ۱۰ هزار یهودی در آن زندانی شدند. گتو دوم بزرگتر از گتوی اصلی بود، اما بسیار ویرانتر. دلیل این انشعاب تمرکز بیش از حد یهودیان در داخل شهر بود و نیز نیاز کمتر برای انتقال آنها از مکانی به مکان دیگر. این گتوها از نظر بهداشت، آب و برق در وضعیت بسیار بدی قرار داشتند. جدایی گتوها بعدها باعث شد تا آلمانی‌ها راحت‌تر بتوانند زندانیان را بکشند. گتوی بزرگتر در سال ۱۹۴۳، یعنی یک سال و نیم پس از گشایش برچیده شد، و گتوی کوچکتر هم چند ماه زودتر.

## اخراج‌ها
در ۲ نوامبر ۱۹۴۲، تیراندازی‌های گسترده در گرودنو انجام شدند. در همان روز، دسترسی به هر دو گتو از خارج بسته شد. نخستین تبعیدها به اردوگاه‌های مرگ دو هفته بعد، در ۱۵ نوامبر ۱۹۴۲ انجام شدند. حدود ۴۰۰۰ بازرگان یهودی به گتو نخست منتقل شدند و همه زندانیان باقیمانده به ایستگاه قطار ساملاگر در کیه‌باسین فرستاده شدند تا به آشویتس-برکناو تبعید شوند. برچیدن گتو با مشارکت گردان‌های پلیس نظم و همه افراد موجود از گشتاپو و سیپو که توسط واحدهای پلیس کمکی بلاروس پشتیبانی می‌شدند، انجام شد. نخستین قطار تبعیدی سه روز بعد در ۱۸ نوامبر وارد برکناو شد. پیش از کشته شدن، به بعضی از یهودیان دستور داده شد کارت پستال‌هایی را به زبان آلمانی امضا کنند که روی آنها نوشته شده بود «با ما به خوبی رفتار می‌شود، ما کار می‌کنیم و همه چیز خوب است.»
اقدام بعدی تبعید از گتوی نخست به اردوگاه انتقالی در کیه‌باسین (۵ کیلومتر مسافت) در اواخر نوامبر ۱۹۴۲ انجام شد. در آن هنگام ۲۲۰۰۰ تا ۲۸۰۰۰ یهودی از ۲۲ شهر، شهرستان و روستا در آنجا زندانی بودند. در کیه‌باسین، یهودیان بر واگن‌های بدون پنجره سوار شده و به آشویتس و تربلینکا فرستاده شدند. در اوایل مارس ۱۹۴۳ باقیمانده یهودیان از این گتو به گتو بیاویستوک (در ۸۲ کیلومتری) فرستاده شدند. در ۱۳ مارس ۱۹۴۳ با اعلامیه‌هایی که در انظار عمومی منتشر شد، گرودنو عاری از یهود اعلام شد. تا نوامبر ۱۹۴۳، بلافاصله پس از خاموش شدن خیزش گتو بیاویستوک، زندانیان کیه‌باسین یا کشته شده یا برای پاکسازی به مایدانک و تربلینکا فرستاده شدند. در ۱۴ ژوئیه ۱۹۴۴ ارتش سرخ گرودنو را آزاد کرد.
در طی برچیده شدن گتو، تعدادی از یهودیان توانستند فرار کنند و همچنین تلاش‌هایی برای نجات ایشان توسط افراد محلی لهستانی صورت گرفتند. چندین خانواده از گرودنو در میان درستکاران در میان ملل قرار دارند.